# Francisco Femenia Far
Francisco Femenia Far, més conegut com a Kiko Femenia, (Sanet i els Negrals, Marina Alta, 2 de febrer del 1991) és un futbolista professional valencià que juga a la posició de defensa en banda dreta, actualment al Getafe CF. Ha estat internacional amb Espanya en categories inferiors.

## Carrera de club
En la seua infància es va iniciar en el futbol al club Futbol Base Dénia. Després de quatre temporades l'Hèrcules CF el va fitxar per al seu planter on va anar pujant categories fins a arribar al primer equip de manera definitiva a la temporada 2009/10. L'estiu del 2011, Kiko Femenía va fitxar pel Barça B, que va pagar 2.000.000 € fixos i en va comprometre 1.500.000 més segons variables a l'Hèrcules CF. Debutà en el primer equip el 22 d'agost del 2011 durant el Trofeu Joan Gamper.
Ha jugat al Reial Madrid Castella Club de Futbol a la Segona Divisió "B" d'Espanya.

## Internacional
El 2009 va esdevenir internacional sub-18. La temporada 2009/10 va jugar amb la selecció sub-19. El 16 de març de 2011 va entrar per primera vegada en una convocatòria per a la selecció sub-21. El 28 juny 2011 entra a la convocatòria per al mundial sub-20 de Colòmbia.